# Зорька, Вечорка и Полуночка
«Зорька, Вечорка и Полуночка» — русская народная сказка.
В первом томе сборника А. Н. Афанасьева «Народные русские сказки» имеет № 140. По системе классификации сказочных сюжетов Aарне-Томпсона-Утера относится к сюжету ATU 301. Была переведена Иеремией Кёртиным и опубликована в сборнике «Fairy Tales of Eastern Europe», а также Артуром Рэнсомом в расширенной версии под названием «The Three Men of Power — Evening, Midnight and Sunrise».
Публиковалась отдельно, а также в сборниках русских сказок и выпускалась в виде аудиосказок.

## Сюжет
Сказка имеет варианты версий в разных странах мира: в Финляндии, Сербии, Грузии, Венгрии, а также на других языках народов России.
В сказке, собранной Александром Афанасьевым, речь идет о царе и царице, у которых были три красивых дочери. Отпросившись однажды погулять за пределами дворца в саду, царевны были унесены вихрем неизвестно куда. Напуганный царь посулил большую награду тому, кто возьмётся найти его дочерей, но желающих не оказалось.
В это же время в одной деревне жила бедная вдова, у которой было трое сыновей-богатырей, родившихся один день: старший — вечером, средний — в полночь, а самый меньший на ранней утренней зоре. Соответственно братьев назвали именами — Вечорка, Полуночка и Зорька. Именно они пришли в царский дворец и сообщили, что готовы отыскать его дочерей. В результате поисков, длившихся долгое время, преодолев возникшие препятствия, братья нашли царевен и вернулись с ними к царю. Неслыханно обрадовавшийся царь обвенчал Вечорку, Полуночку и Зорьку на своих дочерях, а самого смелого из них — Зорьку — сделал своим наследником.
В числе персонажей сказки были: Старичок с ноготок, Трёхглавый, Шестиглавый и Двенадцатиглавый змеи. Три брата — Вечорка, Полуночка и Зорька — частые образы славянских мифов. Во всех первенствует младший Зорька, победивший злодеев и ночную тьму. Подобные персонажи есть и в мифологии других народов.